# Нип
Нип (фр. Nippes, гаит. креол. Nip) — один из 10 департаментов Гаити. Образован в 2003 году в результате выделения из департамента Гранд-Анс. Расположен на юго-западе страны, на северном побережье полуострова Тибурон. Площадь — 1 267,8 км², население — 311 497 человек (в т. ч.: городское — 51 111 чел., сельское — 260 386 чел.; по состоянию на 2009 год). Административный центр — город Мирагоан.

## Округа и коммуны
Департамент делится на 3 округа и на 11 коммун:
- Анс-а-Во
  - Анс-а-Во (Anse-à-Veau)
  - Арно (Arnaud)
  - Л'Азиль (L'Asile)
  - Пети-Тху-де-Нип (Petit-Trou-de-Nippes)
  - Плезанс-дю-Сюд (Plaisance-du-Sud)
- Бараде
  - Бараде (Baradères)
  - Гран-Букан (Grand-Boucan)
- Мирагоан
  - Мирагоан (Miragoâne)
  - Фон-де-Нег (Fonds-des-Nègres)
  - Паян (Paillant)
  - Петит-Ривьер-де-Нип (Petite-Rivière-de-Nippes)